# Endre Puky

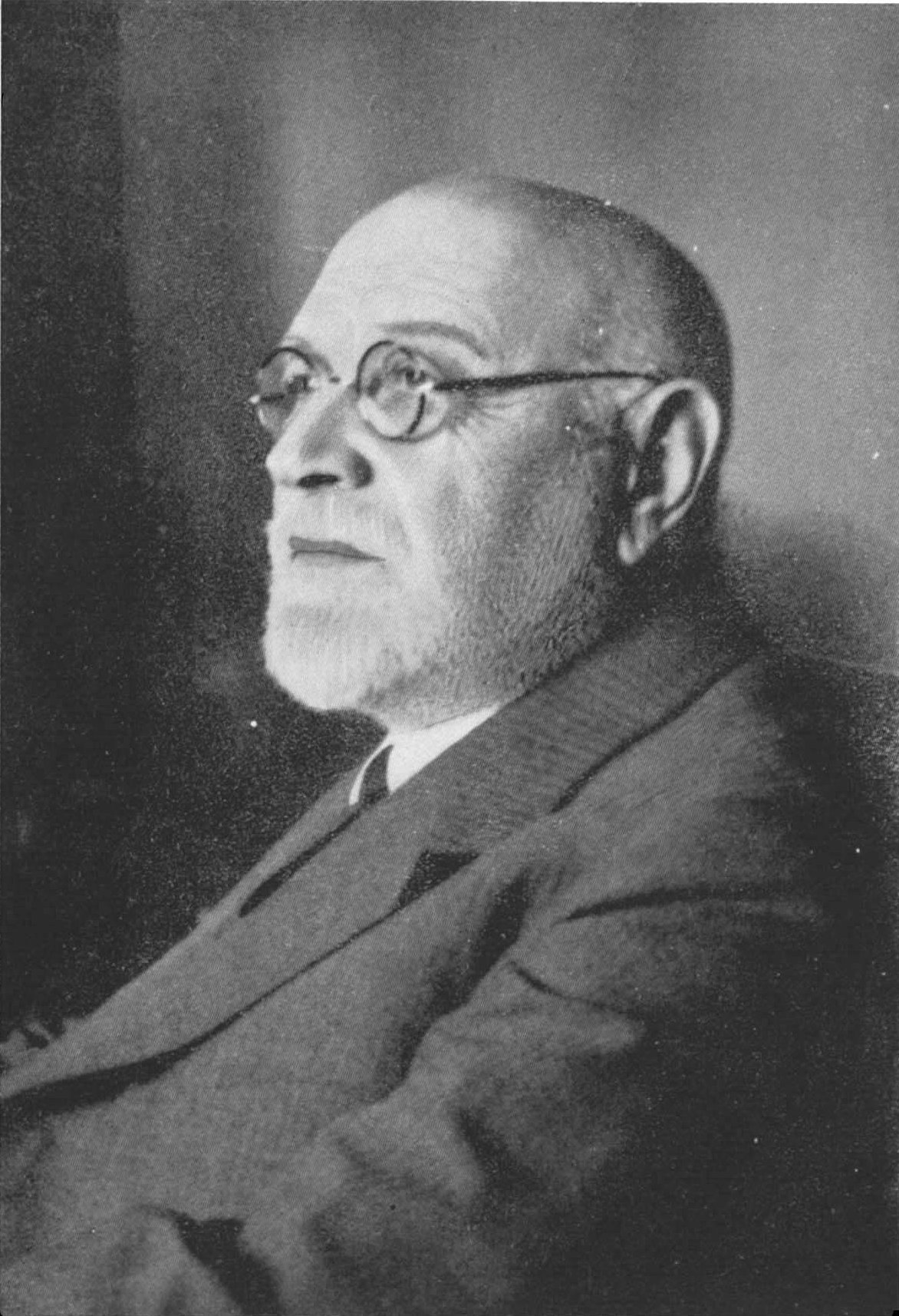
Endre Puky

Endre Puky (Kassa, 20 februari 1871 - Sovata, 20 juli 1941) was een Hongaars politicus. Van 1932 tot 1933 was hij Hongaars minister van Buitenlandse Zaken.

## Biografie
In 1906 werd hij onder-ispán van het comitaat Abaúj-Torna. In 1922 werd hij opper-ispán van Abaúj-Torna en de stad Miskolc.
Van 1926 tot 1935 was hij voor de Eenheidspartij lid van de Hongaarse Landdag, respectievelijk  het Huis van Afgevaardigden, waarvan hij tussen 1928 en 1932 ook vicevoorzitter was. In 1927 werd hij bestuurslid van de Hongaarse Academie voor Schone Kunsten. Op 1 oktober 1932 werd hij minister van Buitenlandse Zaken in de regering-Gömbös.